# 柏塘镇
柏塘镇(客家话：būg tŏng 英语：Baitang,缩写BT)是中国广东省惠州市博罗县的一个大镇。柏塘镇位于中国经济最发达的珠三角地区，周边有3座特大城市，244省道贯穿全镇，交通便利，是惠州市的旅游强镇、广东省教育强镇。

## 柏塘概况

### 地理位置
柏塘镇(客家话拼音：būg tŏng)地处中国广东省惠州市博罗县东北部，北纬(N)：23°23′，东经(E)：114°21′。柏塘镇位于中国经济最发达的珠三角地区，周边有3座特大城市，244省道贯穿全镇，交通便利，据省府广州130公里,深圳特区96公里，东往河源50公里，西到东莞60公里。柏塘镇属丘陵区，地势由北向东南倾斜，镇内有独松河、赤水河、黄岗河，三条河流在东南部交汇流入杨村河，为东江支流。

### 行政区划
现辖：
柏塘社区、平安社区、邹光村、石岗村、上田埔村、高桥村、屯里村、富新村、洋景村、罗塘村、水陂村、鸭公村、横岭村、蕉木村、柏市村、新陂村、黄塘村、车田村、低陂村、龙头村、鹅寨村、石湖村、山前村、燕光村、禾水村、坳头村、平安村、平南村、古洞村、小洞村、陂头村、矮围村、黄新村、黄栏村、白岭村、上洞村、下洞村和旱田村。

### 辖区教育
- 柏塘中学
- 平安中学
- 柏兴学校[永久]

- 柏塘中心小学[永久]
- 平安小学
- 高桥小学
- 柏市小学
- 车田小学

柏塘中心幼儿园  
- 平安幼儿园
- 贝贝乐早教中心

## 今日柏塘

### 柏塘经济
据博罗县志记载，柏塘建墟有600余年，柏塘镇历来是博罗县的农业大镇。2010年，柏塘镇完成GDP8.75亿元，同比增长15%;社会固定资产投资1.95亿元，增长41%;两税收入近2000万元。
2009年金融海啸，柏塘经济对外依存度较低因此没有受到太大的冲击，全年GDP为7.6亿元，同比增长13.7%；社会固定资产投资1.38亿元，增长39.9%；合同利用外资227万美元，实际利用外资191万美元；外贸出口265万美元，完成任务数163%；国税723万元，完成任务数100%；地税914万元，完成任务数100%。
柏塘当地引进的较大项目有：崇基工业园；惠州多向玩具有限公司；兴旺工业园；深圳光明集团奶牛养殖基地；宏兴茶山休闲谷；亨迪树脂；华东模呸等。
工业：柏塘镇委、镇政府大力实施“工业兴镇”、“外向带动”的发展战略，发展势头越来越强劲。到2008年底，全镇有253个工业企业单位，其中规模以上13个，逐步形成以五金、化工、针织、玩具、食品等为主导行业的工业体系。2008年，工业总产值为123898万元。2009年正在施工建设的企业有：投资1亿元占地10万平方米的惠州市亨迪树脂有限公司，投资8000多万元占地10万平方米的博罗县华东模胚有限公司，投资3000万元占地3万平方米的柏威塑胶五金制品（惠州）有限公司。

农业：柏塘农业以水稻种植为主，兼有甜玉米、大桔、山茶、蔬菜、薯类和豆类等经济作物。2008年，柏塘农业总产值为33884万元；农民人均纯收入为5483元。
近年来，柏塘农业在博罗、柏塘县镇两级政府的支持与领导下逐渐壮大，柏塘本地培养了不少的“农业龙头企业”，涌现了越来越多的农业专业合作社、专业户等。柏塘著名的大型农业项目有吕氏蔬菜合作社、青山果场、好丰收养殖场、晨光乳业柏塘奶源基地、柏塘凉果等。柏塘为丘陵地区，本地农业因地制宜，走“一乡一品”的农业发展道路，形成“柏塘山茶”和“平安大桔”两大广东省“一乡一品”名优品牌，其中,柏塘春特种山茶专业合作社生产的特种山茶和紫芽茶受到了市场的喜爱，供不应求，“柏塘春”茶获评“广东最具代表性地方特产”称号。“柏塘春”的涌现，将带领柏塘茶叶走出惠州，帮助当地茶农农业致富。

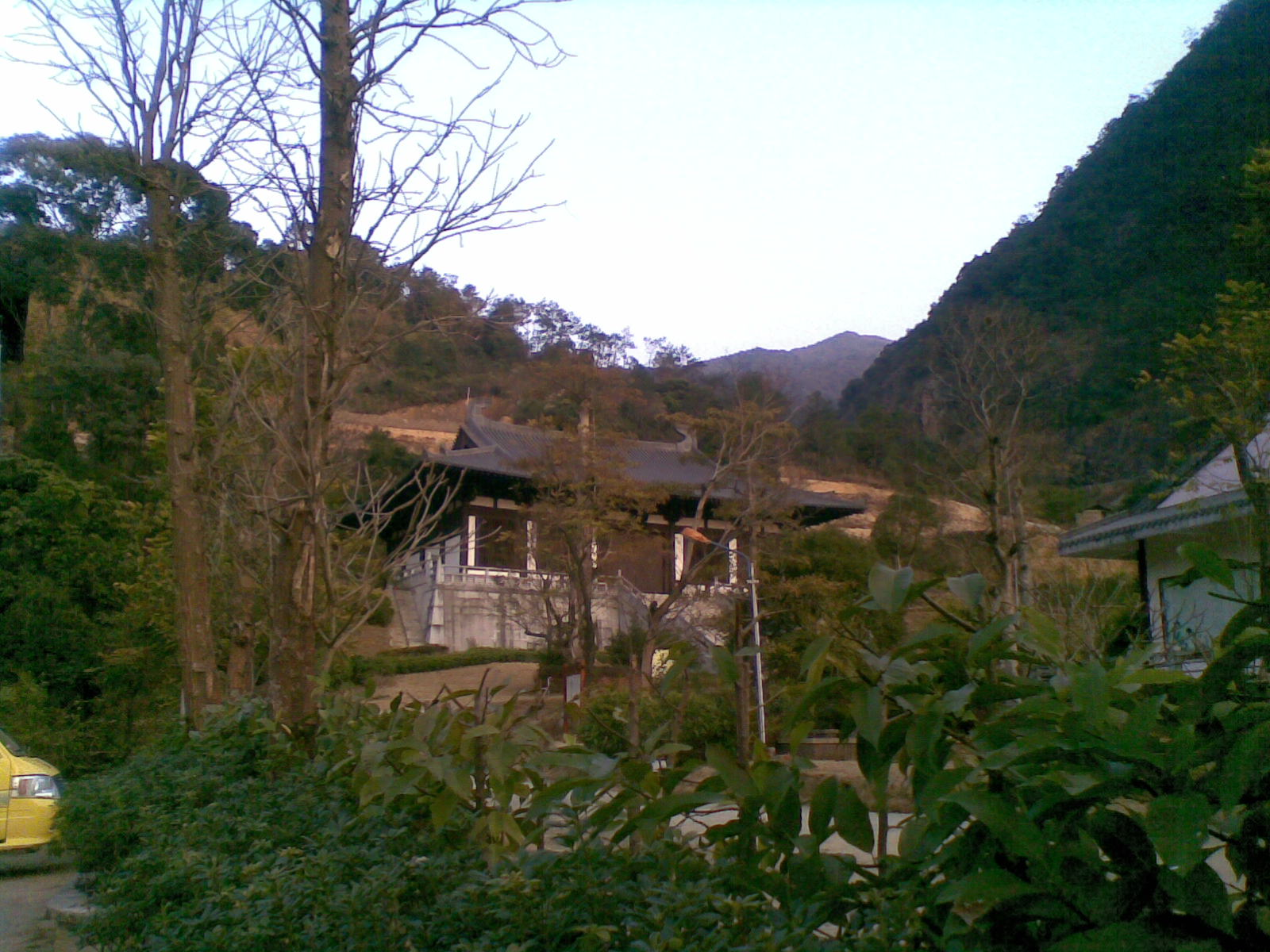
平安生态旅游风景区内景

旅游业：柏塘镇处于国家级风景名胜区罗浮山与象头山国家级自然保护区 （页面存档备份，存于）内，旅游资源非常丰富，现开发的旅游区有平安生态旅游风景区，正在开发的旅游项目有柏塘古榄园、西溪桂花园、宏兴茶山休闲谷、绿野仙踪农业观光园等。其中，平安风景区内有惠州最大卧佛的元音古寺 （页面存档备份，存于），全省最大落差平安漂流，五星级酒店等，平安旅游区将打造成惠州旅游观光胜地，国家4A级旅游景区。另外，正在建设的宏兴茶山休闲谷计划打造成5A级景区，内配套有五星级酒店、会所等。不久的将来，柏塘将成为名副其实的旅游强镇。

### 柏塘生活
柏塘镇域总面积264.24平方公里，其中有耕地2666.7公顷，山地1.33万公顷；下辖2个社区居民委员会，36个村民委员会共377个村民小组；柏塘全镇有户籍人口5.67万人，外来人口3000人。全镇规划区面积16平方公里，已建成面积4平方公里。柏塘水资源丰富，辖区内有梅树下、独松、西溪等3个中小型水库；电力充足：110千伏变电站已投入使用，220千伏变电站也即将竣工。

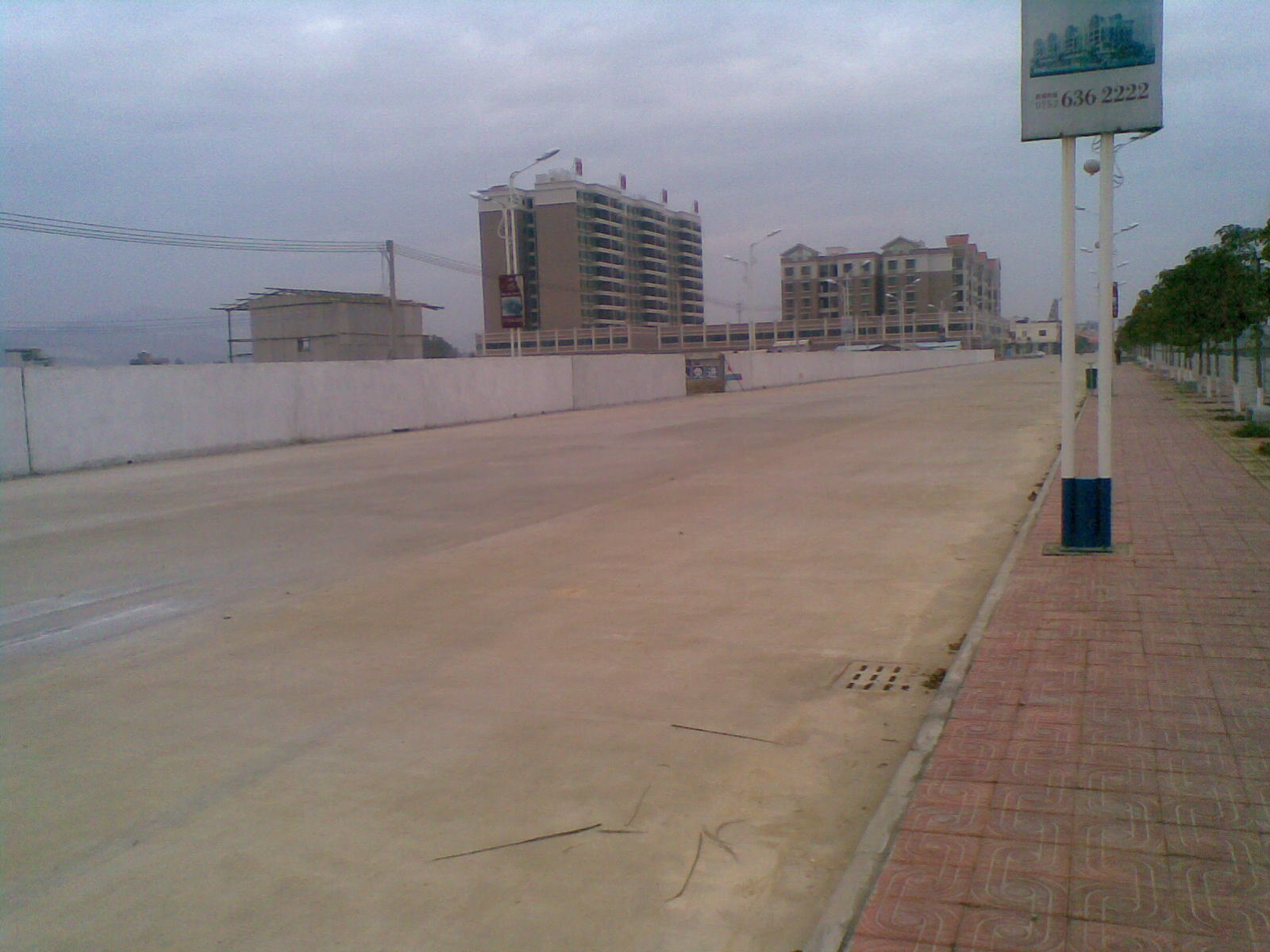
在建中的柏塘新城一角

镇内现有市场一个，在建的柏塘新市场即将竣工；另外柏塘新城-[水岸花都]的进入改变了柏塘没有房地产业的格局；在柏塘新城规划范围内，镇政府拨款3000万元新建的占地4万平方米的柏塘文化体育广场已在2010年中投入使用，柏塘广场的投入使用改变了柏塘镇居民的生活习惯，如今，柏塘的夜生活越来越丰富了。柏塘镇包括合并前的柏塘镇和平安镇，因此，镇内有柏塘卫生院和平安卫生院两间医疗机构。
柏塘镇内现有柏塘—响水—博罗，柏塘—泰美—深圳两条始发于柏塘的交通线路，此外，龙门—广州，河源—广州，石坝—桥头，公庄—樟木头等交通线路穿镇而过。柏塘车站项目建设正在进行，柏塘将结束没有车站的历史，交通的便利将使更多的外来客人走进柏塘，也将方便更多的本地人走出柏塘，放眼世界。

## 柏塘风情

### 客家之乡
柏塘本地居民均为客家人(Hakkaese)，属汉族支系，大多数本地人均从世界客都梅州迁入，民风淳朴。客家人尊师重教，耕读传家，团结进取，热爱祖国，柏塘人也继承了客家人的优良品质，众多华侨从柏塘走出去，小有所成后就会衣锦还乡，捐资办学，建设故里。

### 民间信仰
可以说柏塘人有信仰，也可以说柏塘人没有信仰。柏塘人遇佛拜佛，见仙拜仙，敬拜家神，没有固定且忠诚的信仰，亦可以认为，其实柏塘人真的没有信仰，只是对于向善的一种信念与崇敬罢了。柏塘本地比较强势的是关帝信仰，关云长义薄云天，惩恶扬善，抗敌护国，一直被重义轻利的客家人奉为守护神、“财神”，柏塘人亦是如此。

### 民俗活动

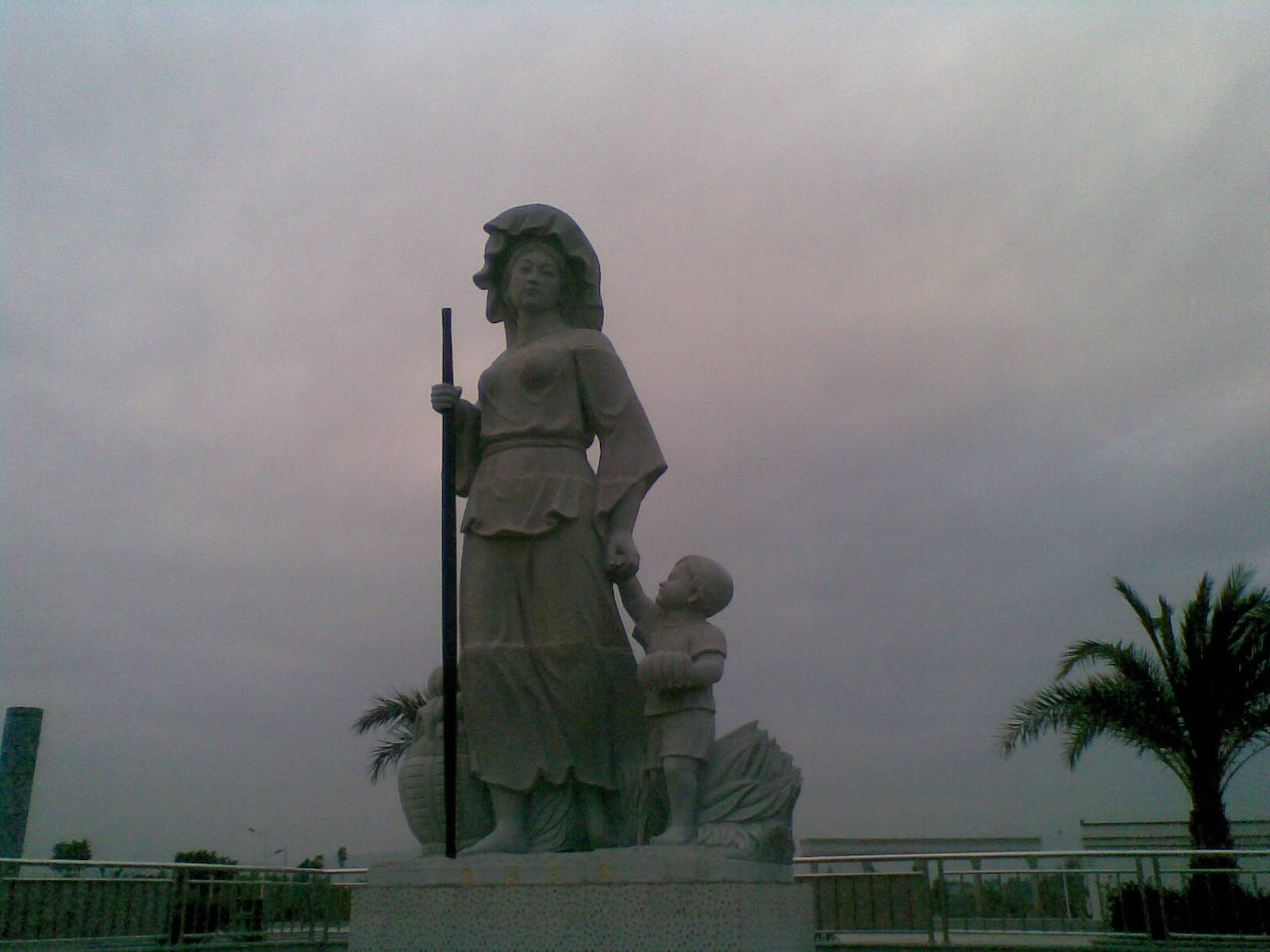
柏塘文化广场正门的客家母亲雕塑

柏塘是客家之乡，主要民俗活动有客家山歌，舞春牛，关帝诞等。
客家山歌是用客家方言吟唱的山歌，山歌继承了《诗经》中的传统风格，受到唐诗律绝和竹枝词的深重影响，同时其吸取了南方各地民歌的优秀成分，千百年来，在客家地区广泛流传，久唱不衰。
舞春牛是极具柏塘地方特色的一种民间艺术。舞春牛融音乐、舞蹈、技艺于一体，观赏性高，场面壮观。舞春牛是柏塘当地老百姓为庆贺五谷丰登，祝愿风调雨顺，并表达和农民一起辛勤劳作的耕牛的赞许。

## 柏塘之光

### 柏塘教案
柏塘教案 （页面存档备份，存于）始末：
1842年，昏庸无能的清政府与英国的第一次鸦片战争战败，被迫与英国签订《南京条约》，条约的附件其中一条就是允许外国传教士在中国建教堂，自由传教。柏塘属惠阳地区，惠阳与当时的通商口岸广州毗邻，也与《南京条约》中被割让的香港新界毗邻，沿海地区成为外来传教的重灾区，惠阳地区更加明显。

1862年，传教活动渗透到柏塘，法国传教士在柏塘圩东侧设立天主教堂。光绪年间，申神父是当时的教堂主持，申神父会操粤语，表面上笑容满面，内心里却阴险狡诈，为了发展教堂势力，申神父经常出面袒护教民。为了得到庇护，大批柏塘当地的流氓恶棍纷纷入教，在教堂的庇护下，原本做尽坏事的恶棍们更加无法无天，恃强凌弱。柏塘民众看在眼里，敢怒不敢言。除此之外，申神父还勾结当地贪官污吏欺压百姓，民众怒火中烧，对教堂恨之入骨。恰高埔村吴姓村民与徐禾村廖、郑姓两姓村民涉讼，柏塘官吏不依法善处，而申神父无故插手助徐禾村，高埔村被迫上控。1898年8月29日，省委派郑公泽、知县张从禹，会同汛官黄致忠，传集讯究，适逢柏塘墟日，上千群众围观，民心躁动，门卫不能制止，群众一拥而入，郑、张、黄等恐生事变，即将两造交保候审，遣散市民。较早前，柏塘富家刘万合（曾捐资教堂）图占良民朱和贵（屯里村人，柏塘首饰匠）之妻，勾结申神父诬蔑朱盗“圣物”十字架以夺朱妻，刚好当日县差行事拘捕朱贵和，但此阴谋先被朱妻舅父（黄塘村杨老秀才）获悉，串连亲友及刘的一些佃户相助，趁机击毙县差三人而救朱。以上两件事情造成民怨，成为群众起义反抗教堂的导火索，一时间，教堂被愤怒的群众用柴草包围焚烧，期间，申神父还组织镇压，但是没有成功，反而更加激起群众愤怒。随着天主教堂的烧毁，申神父及恶徒8人亦被击毙。由于法侵略者的强硬施压，这一斗争被短暂镇压，但是随后的光绪年（1907）陈纯反清起义 ，辛亥（1910）张砚香（柏塘石花山人）统帅民军起义及后来的抗日战争等都以铁的事实证明了柏塘人民不畏强暴，崇尚正义的高尚精神不可湮灭！柏塘人民在反帝反封建历史上留下了不可磨灭的贡献！
1899年，法教士重建新教堂（柏塘政府内）；1985年，县政府将教堂作为外国文化侵略遗址，供后人亲睹百年屈辱遗迹，以继承柏塘人民反帝斗争的革命精神，振兴中华！

### 广东农民起义领袖、南闯王陈金江
陈金江，原名陈屐四，字席四，号烂屐四，出生于惠州市博罗县柏塘镇洋景村，生于1781年(乾隆四十六年)，青少年时立志要拯救天下劳苦大众，为穷人杀出一条路来。陈金江曾于1802年领导天地会博罗洋景起义，1854年洪兵三水范湖起义。在陈金江的带领下，洪兵起义军的足迹遍及粤、桂、湘42个市县，特别是在位于粤西北的清远山区，有过长期的活动。1857年8月，陈金江带领起义军攻克肇庆市怀集县,称“南兴王”，建立“大洪国”政权。在起义军失败后，陈金江带领天地会会众，秘密活动在粤西北两广边周继续抗清与传播天地会。1863年8月，出于天京事变的不利局面，年逾八旬的陈金江将兵权交由同村一同起义的李福佑指挥，其人秘密撤出信宜大洪国。同年9月，回到了连州龙潭家中以陈兴财名隐居起来，于第二年病故在家中，享寿83岁，葬于小北江西岸的龙潭镇。

## 未来展望
根据政府相关规划，柏塘将打造成惠州生态旅游基地、农产品加工基地。柏塘现今建成的旅游区有平安生态旅游风景区，在建的有宏兴休闲谷，规划建设的有绿野仙踪农林旅游观光园，柏塘古榄园，西溪桂花园等。柏塘规划及在建的过境高速有湖南—深圳高速，柏塘—澳头公路。

## 特产
柏塘山茶：中国地理标志产品。柏塘属丘陵山区，耕地少，山地多，柏塘人因地制宜，利用山地资源大力种植山茶，由于柏塘特殊的土质，加上适宜山茶生长的气候环境，生产的柏塘山茶品质高，被惠州人民视为上等好茶。近年来，在当地政府的重视与引导下，柏塘山茶开始注重包装、宣传等营销手段，涌现了诸如“柏塘春 （页面存档备份，存于）”等知名品牌及山茶专业合作社，“山村姑娘”逐渐走出山区，进入高档消费品领域。在一次偶然的茶农培训课上，专家发现了柏塘高桥茶园内的全国稀有茶种——小叶种紫芽茶。随后，县政府提出了以柏塘山茶、紫芽茶为突破口，大力发展博罗山茶的决定，柏塘山茶日益成为爱茶人士眼中的“珍品”。
- 柏塘光华凉果：光华凉果由惠州柏塘光华食品 （页面存档备份，存于）有限公司生产，是柏塘又一张靓丽的名片。柏塘是青梅、黄皮、龙眼、柑橘等水果的生产基地，光华凉果则是利用青梅、黄皮等制作出来的美味食品。柏塘光华凉果产品不但美味可口、回味无穷，同时充分发挥多种水果和生姜的有机酸和微量元素及中药材等对人体非常有益的保健作用，能生津解喝，开胃解郁，解热祛寒，并有清血强肝，消除疲劳，抗衰老和改善心血管功能等多种奇效，有“呕家圣药”之誉，深受惠州人民喜爱，受到了百姓的普遍欢迎，由于其产品90%出口世界各地，同时，其在内地仅沃尔玛、广百等大型连锁商场有售，供不应求的产品受到了群众的青睐。